# Bateria da Feitoria
A chamada Bateria da Feitoria é uma estrutura militar em São Julião da Barra, na freguesia de Oeiras e São Julião da Barra, Paço de Arcos e Caxias, Concelho de Oeiras, Grande Lisboa, em Portugal.

## História
Tratava-se, em sua origem, em fins do século XVI, não de uma fortificação em si, mas de um estabelecimento militar de apoio para a construção da Torre do Bugio. O conjunto compreendia edificações para residência de trabalhadores, galpões para a preparação de cantarias e armazéns de materiais de construção, transportados para as obras do Bugio em barcaças. À época, o estabelecimento era conhecido como Feitoria das Obras da Cabeça Seca ou simplesmente Feitoria d'El-Rei, conforme referência de João Vaz, Juiz Ordinário e dos Órfãos do reguengo de A-Par-de-Oeiras (1596).
Posteriormente, no século XVIII, foi adicionada uma bateria ao conjunto.
Entre 1816 e 1823 foi quartel do Batalhão de Caçadores n.º 5.
No século XX foi entregue ao Colégio Militar para colónia de férias (1939). Atualmente bem conservado, pode ser observada na Av. Marginal, entre o Forte de São Julião da Barra e o Forte de Nossa Senhora das Mercês de Catalazete.